# Malaza Birodalom
A Malaza Birodalom egy fiktív nemzet-állam, ahogy azt Steven Erikson epikus fantasy sorozata, A Malazai Bukottak könyvének regéje leírja. A Malaza Birodalom jelentős szerepet játszik az első négy, ill. a hatodik könyvben, viszont Erikson elmondta, hogy ez nem így lesz a következő négy résszel.

## A Birodalom történelme
A Malaza Birodalom Hamvas Álmának 1058. évében született meg. Az ezt megelőző években, ill. évtizedekben Quon Tali kontinensen hatalmi harcok dúltak a feudális városállamok és az Untai Királyság között, miután a Királyság jelentős haderőre tett szert. Amikor Unta elfoglalta a Napani-szigeteket, még a Kartool-szigetek tervezett meghódítása előtt, a sok menekült közül néhány a Quon Tali-tól délkeletre lévő Malaz-szigeten kötöttek ki. Ebben az időben Malaz egész szigetét Mohos – egy hidegvérű kalóz – irányította kiterjedt bűnügyi hálózatán keresztül. Sok kapcsolata volt a szárazföldön is. Mohos sok napani menekültet adott el Untának, néhány egyedtől eltekintve, akik elszöktek a szigeten lévő, Mohossal szemben álló csoportok tagjainak segítségével.
A legelső ilyen csoportot két kalandor alkotta akik a szárazföldről jöttek Malaz szigetére, ahol egy kocsmát alapítottak. Ők voltak Kellanved és Táncos, egy nagyhatalmú mágus, és egy kiváló merénylő. A sziget bűnöző elemei közül toboroztak, és vettek fel napani menekülteket, esélyt adva nekik, hogy bosszút álljanak, és felszabadítsák szülőföldjüket. Kellanvednek, Táncosnak, Dujeknek – egy fiú aki nekik dolgozott – és a napani menekülteknek, Ameronnak, Sasszemnek és Noknak sikerült egy bevehetetlen műveleti központot felállítaniuk a Halottasházban, Malaz város Azath Házában. Ez a csapat tovább növelte a létszámát, bevették a Crust fivéreket Urkót és Cartheront, egy kocsmai felszolgálót Komort, egy figyelemreméltó tudással rendelkező kardforgatót, Dassem Ultort, egy Dujker nevű katonát, akiből történészt faragtak, és D’rek menekült főpapját, Tajszkrennt. Kis családjával Kellanved megdöntötte Mohos hatalmát, és Malaz-sziget egyedüli urává tette magát. A napaniak bosszúvágyát kihasználva Kellanved a malazákkal együtt hadjáratba vezette a őket a szárazföld és a növekvő Unta meghódítására. A napanok kezdetben elégedettek voltak, hogy felhasználták Kellanvedet a hazájuk felszabadítására, ám hamar kiábrándultak amikor rájöttek, hogy csak az elnyomó arca változott meg Untairól Malazára.
Az elkövetkezendő egy évszázadban a Malaza Birodalom hatalma kiterjedt Quon Talira, és végül az egész kontinenst az uralma alá hajtotta. A birodalmi kereskedőflották hamar meggazdagodtak a délnyugatra lévő Korelrivel, az északra levő Hétvárossal, és az északkeletre fekvő Genabackissal folytatott kereskedelemből. A Quon Tali-tól közvetlenül nyugatra fekvő területek feltérképezési kísérleteit a Hétváros egy nyugatibb nyúlványán fekvő Shal-Morzinn Birodalom törte derékba, melynek a mágia terén mutatott hatalma még Kellanvedet is ámulatba ejtette. Az itteni hódítás helyett, a Malaza Birodalom kiterjedt Hétvárosra, és elfoglalta az egész szubkontinenst egy véres háborúban. Ebben az időben talált rá Kellanved az eldugott Első Trónra, amely felruházta őt az élőhalott T’lan Imass klánok irányításával. Az élőhalott seregek hatalmas pusztítóerejének ellenére csak ritkán használta őket Kellanved. Egy félreértés során a T’lan Imassok, amikor a Karmosok mesterétől Komortól kapott parancsról feltételezték, hogy Kellanvedtől származik, brutális mészárlást hajtottak végre Aren szent városában. Ezután az incidens után Kellanved többet nem használta az élőhalott seregek hatalmas erejét. A háború végkifejleteként az egész szubkontinens behódolt, de nehezen viselték a malaza uralmat. Egy nagy lázadás tört ki néhány évvel később, egy lázadás mely során a Birodalom Első Kardja, Dassem Ultor elesett Y’Ghatan-nál.
Hamvas Álmának 1154. évére a Birodalom már Genabackisra és Korelrire is hadjáratokat indított. Ebben az időben már jópár éve nem látták Kellanvedet és Táncost, mivel nagyravágyó kutatásokat végeztek az Azath Házainak holléte, és a Házak közti kapcsolatok feltérképezésének reményében. Amikor az év vége felé visszatértek, Komor megölette őket, és Laseen-ként elfoglalta a trónt. A régi gárda tagjait szétszórták a birodalomban, hogy kisebb veszélyt jelentsenek Laseen számára.
1163-ra Laseen uralma szilárdnak nézett ki, ám valóságban a Birodalom túl nagy volt, Korelrin lévő seregei többször visszavonulásra kényszerültek, a Genabackisi seregek holtpontra jutottak Palás szabad városának ostrománál, Hétváros pedig bosszúra éhezett a ’mezlák’ ellen. Ez az a pont ahol A Malazai Bukottak könyvének regéje elkezdődik.

## Földrajz
H.Á. 1163. évében a Malaza Birodalom négy kontinensre terjed ki: Quon Tali, Hétváros, Genabackis és Korelri, illetve számos környező szigetvilágra. Annak ellenére, hogy Malaz Városában született meg a birodalom jelenleg a Quon Tali délkeleti partján fekvő Unta a birodalom fővárosa.

### Quon Tali
Quon Tali a legkisebb kontinens, és Untán kívül több nagyvárosnak is otthont ad, név szerint Zátony, Li Heng és Quon Tali város. Két fő síkság van, ahol őslakos lovasharcosok élnek. Nyugaton a Szeti-síkság, északkeleten a Wicka-síkság terül el. Délen a Dal Hon-síkság van, habár az itteni lakosok valamivel civilizáltabbak a fentebb említett wickák és szetikhez képest. A keleti parttól nem messze fekszik a Kartool-sziget, Malaz-szigettől északra. Az északkeleti partokhoz közel fekszenek a Falari-szigetek, ami a Birodalom első tengeren túli hódításának gyümölcse.

### Hétváros
Pár száz mérföldre északra, és nyugatra a Falari-szigetektől fekszik Hétváros szubkontinens. Amely földrészhez tartozik az tőle nyugatra terül el, ahol síkságok terülnek el, illetve délnyugat felé pedig sivatagok. Errefelé a Malaza Birodalom még nem terjedt el, csak régi térképekről ismerik a környéket, miszerint távoli nemzetek élnek errefelé, név szerint a Perish, Nemil és a hatalmas Shal-Morzinn. Hétváros hatalmas szárazföld, melyet nagy síkságok, és poros pusztaságok – odhanok borítanak, melyek tele vannak ellenséges törzsekkel. A malazák nagy állósereg fenntartásával, a helyi, Untához hűséges törzsek segítségével, és a kontinentális főváros, Aren birtoklásával tartják fenn a rendet Hétvárosban. A Malaza Birodalomhoz tartozik az Otataral-sziget is, (ahol rabszolgákkal bányásztatják a varázslatnak ellenálló otataral ércet a Birodalom részére) illetve több sziget is Hétváros északi partjai közelében. Ezek közül Sepik a legerősebb.

### Genabackis
Hétvárostól majdnem 1600 mérföldre, keletre fekszik Genabackis. A Malaza Birodalom a kontinens egy jelentős részét birtokolja északon, beleértve a tíz szabad város közül nyolcat, melyek a kontinens kereskedelmét irányítják. Ám a malaza hódítás nem teljes: A Második hadtest – Félkarú Dujek Legfelsőbb Ököl vezetése alatt – leállt Palás ostrománál, míg az Ötödik Hadtestnek gondot okoz északon a Bíborsereg, a Mott Szabadcsapat és más zsoldos csapatok, akiket Caladan Brood Hadúr vezet, és figyelemreméltó szövetségese Fürkész Anomander, aki a Hold Szülöttén élő Tiste Andiik közé tartozik. A kontinentális malaza főváros Genabackison Genabaris, ami a földrész északnyugati partján fekszik.

### Korelri
Korelri több száz mérföldre délkeletre fekszik Malaz-szigettől. A legendák szerint a kontinenst szétzúzta a Nyomorék Isten bukása, és két szubkontinens maradt csak meg (Korel északon, és Stratem délen) tele tavakkal, illetve ezernyi szigettel körülvéve. A Malaza Birodalom hódítása a Theft (Rablás) szigeten kezdődött, majd a seregek benyomultak a szárazföldre. Viszont az északi területeket kész rémálom megtartani, mivel hatalmas nyílt területek veszik körbe a már elfoglalt zónát. Korelri nemzetei és városai egyesültek a malazák ellen, és aláírták a Korelri Egyezményt és az elmúlt években sikerült megállítaniuk a malazák Szürkesörény Legfelsőbb Ököl által vezetett seregének előrehaladását. A malazák kísérletei a helyzet felmentésére eddig sikertelenek voltak. Korelrin lévő malazák kézben tartják a Viharfalat is (Stormwall) ami egy védekező célra épült erőd az északi part mentén, és a Viharlovasok (Stormriders) ellen védi a kontinenst, akik a Viharok-tengerének (Sea of Storms) varázsló-lelkei.
A Malaza Birodalom tudatában van a Korelritől nyugatra fekvő kontinenseknek, beleértve Assail-t (és feltehetőleg Jacuruku-t), de eddig még nem küldött felderítőket, sem hadi erőket ezekre a területekre.

## A Hadsereg
A Malaza Birodalom félelmetes hadsereggel rendelkezik, mely Dassem Ultor kiváló taktikai érzéke alapján lett megszervezve. A Birodalomnak körülbelül 100.000 katonája van, tíz hadtestre bontva. Amikor egy hadtest megsemmisül, vagy feloszlatják egy teljesen új hadtestet toboroznak helyette, és új számot kap, a régieket nem szokás újrahasználni. Jelenleg úgy tűnik, hogy a Birodalom a Tizennegyedik hadtestet gyűjti össze Untában, hogy a Hétvárosi lázadással küzdő Hetedik segítségére küldjék.
A Második és Ötödik hadtestek jelenleg Genabackison harcolnak. A Hetedik Hétvárosban van. A Tizennegyedik Untában gyűlik. A Harmadik valószínűleg Hétváros meghódításakor semmisült meg.
A malaza hadsereg a következő alakulatokat alkalmazza: felderítők, nehéz- és középgyalogság, nehézlovasság, lándzsások, tengerészgyalogosok és utászok. Az utászok alkímiai alapú lőszereket használnak, amiket a Birodalom titokzatos szövetségesei, a Genabackisi Moranthok készítenek. Ezek a lőszerek nagyban előrelendítették a Birodalmi seregek hatékonyságát a folyamatos háborúzásban. A Birodalom nyílpuskákat is alkalmaz, mind külön erre a célra kitalált alakulatoknál, de a közönséges gyalogsági katonákat is kiképzik a nyílpuska használatára, hogy roham előtt nyílzáport zúdíthassanak az ellenfél nyakába. Félkarú serege gerelyeket is alkalmaz, amiket rohamozás előtt az ellenfél soraiba hajítanak a gyalogosok.
A malaza hadviselés nagyszabású csatákra alkalmas leginkább, gerilla harcoknál, mint ami a Feketekutya Erdőben, és a Mott Erdőben folyik Genabackison, vagy Korelri síkságain, a malaza hadviselés kevésbé hatékony.
A Malaza Birodalomnak feltehetőleg legalább egy T’lan Imass klánt tudott irányítani, ami 20.000 élőhalott harcost jelent, akiket gyakorlatilag lehetetlen megölni mágia segítsége nélkül, és sem etetni sem pihentetni nem kell, plusz porrá tudnak esni, hogy hatalmas távolságokat tegyenek meg rövid idő alatt, akár a tenger felett is. Az Aren-i mészárlás óta nem használták az Imassokat. Viszont az igazság az, hogy Kellanved teljes mértékig titokban tartotta, hogy hol van az Első Trón – ami az Imassokat irányítja – és Laseen sem tudja, hogy hol van. Így jelenleg a Malaza Birodalom nem tudja irányítani a T’lan Imass légiókat.
A Birodalom erős Mágus Csapatokat alkalmaz csatában, de a katonák nem minden ütközetben számíthatnak mágikus támogatásra.

## Államigazgatás
A Birodalmat Laseen Császárnő irányítja, aki egy terjedelmes bürokrácián keresztül uralkodik. Minden kontinenst egy Legfőbb Ököl irányít (Hétvárosban Pormkval, Genabackison Dujek, Korelrin pedig Szürkesörény), aki az Öklökön keresztül osztja a parancsokat. Az Öklök mind katonai parancsnokok, mind erődök vagy városok kormányzói. Ahol és amennyire csak lehetséges, a malazák meghagyják a hatalomban a helyi uralkodókat, vallásokat és szokásokat, hogy a megszokott régi rendszer eltörlésének vesztesei ne szítsanak vallási, etnikai vagy hatalmi villongásokat és lázadást. Ez a politika nem mindenütt működik.

## A Birodalom a könyvekben
|  | Alább a cselekmény részletei következnek! |

A regényekben a Birodalom számos nagy változáson meg keresztül:
A Hold udvarában a Malaza Birodalom beveszi Palás városát, de erőfeszítései Darujhisztán meghódítására semmivé foszlanak. A Második Hadtest ehelyett látszólag elszakad a Birodalomtól, hogy egy független hadsereggé váljon, és egyesül a korábbi ellenfeleivel, hogy válaszoljon a Pannioni Domínium növekvő fenyegetésére.
A Tremorlor kapujában Hétváros egy véres lázadást indít útjára, mely a Forgószél nevet viseli. Hétváros nagy részén káosz uralkodik, ahogyan a helyi törzsek és harcosok egyesülnek a She’ik irányítása alatt, és menekülésre kényszerítik a malazákat. A Hetedik Hadtest körülbelül 12.000 katonája (beleértve a Quon Taliról érkezett wicka erősítést)menekülni kényszerül Hisszarból 40.000 civil menekülttel, dél felé. A menetelés végére, mely közben a Kutyák Lánca nevet kapja, gyakorlatilag az egész hadtest ill. a menekültek többsége is meghal, csak pár ezer menekült jut be Arenbe.
A jég emlékezetében Félkarú serege, Caladan Brood és Fürkész Anomander seregeivel egyesülve legyőzik a Pannioni Domíniumot a Capustan-i és Korall-i csatákban. Félkarú seregéből csupán háromezren maradnak, és a legjobb egysége a Hídégetők teljesen kihal. Kiderül, hogy Félkarú soha nem szakított a Birodalommal, hanem egy gondosan kidolgozott elterelési hadművelet volt az egész, hogy eddigi ellenfelei oldalán tudjon harcolni. Hosszas vitatkozás után minden ellenségeskedés megszűnik a kontinensen. A malazáknak megengedik hogy eddigi hódításaikat megtartsák, és Fekete Korall kormányzói legyenek. Az Ötödik Hadtest az újonnan meghódított területeken marad rendfenntartás végett, míg a Második elindul hogy segítsen leverni a Hétvárosi lázadást.
A Láncok Házában a malaza Tizennegyedik Hadtest Tavore Végrehajtó vezetésével elindul Arenből a She’ik seregei ellen Rarakuba, a Szent Sivatagba.
|  | Itt a vége a cselekmény részletezésének! |

## Fordítás
- Ez a szócikk részben vagy egészben  a   Malazan Empire című angol Wikipédia-szócikk ezen változatának fordításán alapul.  Az eredeti cikk szerkesztőit annak laptörténete sorolja fel. Ez a jelzés csupán a megfogalmazás eredetét és a szerzői jogokat jelzi, nem szolgál a cikkben szereplő információk forrásmegjelöléseként.

## Lásd még
- Steven Erikson
- A Malazai Bukottak könyvének regéje